# مائورو بونومی
مائورو بونومی (انگلیسی: Mauro Bonomi؛ زادهٔ ۲۳ اوت ۱۹۷۲) بازیکن فوتبال اهل ایتالیا است.
از باشگاه‌هایی که در آن بازی کرده‌است می‌توان به باشگاه ورزشی لاتزیو، باشگاه فوتبال تورینو، باشگاه فوتبال کرمونزه، باشگاه فوتبال بولونیا، باشگاه فوتبال کالیاری، باشگاه فوتبال چزنا، و باشگاه فوتبال ناپولی اشاره کرد.
وی همچنین در تیم‌های ملی فوتبال زیر ۲۱ سال ایتالیا بازی کرده‌است.